# Борисов, Евграф Алексеевич
Евграф Алексеевич Борисов (?—1869) — русский военный деятель, генерал-лейтенант.

## Биография
В 1806 году он поступил в Морской кадетский корпус; в 1809—1812 годах гардемарином плавал в Финском заливе и в 1812 году был произведён в мичманы. В 1813 году на люгере «Ганимед» плавал до Данцига и участвовал в сражении под Вексельмюнде, в 1814 году был командирован в Вологодскую губернию за рекрутами.
В 1815—1817 годах командовал бригом «Соломбал» и транспортом «Фортуна» при Архангельском порте, в 1818—1833 годах, командуя мелкими судами, ежегодно плавал в Балтийском море.
В 1833—1836 годах был старшим адъютантом штаба 3-й флотской дивизии, в 1834 году переведён в гвардейский экипаж. Произведенный в 1837 году в капитаны 2-го ранга, он был назначен дежурным штаб-офицером штаба главного командира Архангельского порта, вице-адмирала И. И. Сулима, а в 1849 году переведён на должность дежурного штаб-офицера штаба инспектора балтийских ластовых экипажей и арестантских рот, с переименованием в полковники; 6 декабря того же года он был произведён в генерал-майоры, с назначением управляющим тем же штабом, а в 1855 году был награждён орденом Св. Владимира 3-й степени.
С 24 ноября 1855 году он состоял по морскому министерству, а в 1860 году был произведён в генерал-лейтенанты, с увольнением от службы. 
Умер 26 апреля (8 мая) 1869 года. Похоронен с женой А. Е. Борисовой на Петропавловском кладбище в Нижнем Новгороде. Могилы утрачены из-за ликвидации кладбища (на его месте ныне находится парк Кулибина).